# ملعب CAP
ملعب CAP (بالإسبانية: Estadio CAP (Compañía de Acero del Pacífico))‏ هو ملعب كرة قدم يقع في تالكاهوانو، تشيلي، يتسع لـ 10,500 متفرج.

## التاريخ
افتتح الملعب في سبتمبر 27, 2009. تم تجديده في 2009. في تم هدم هذا الملعب. كانت تكلفة إنشاء الملعب 15 مليون دولار.